# 크리스타 B. 앨런
크리스타 B. 앨런(Christa B. Allen, 1991년 11월 11일 ~ )는 미국의 배우이다.

## 출연 작품

### 드라마
- 리벤지